# Kostas Andriopoulos
Kostas Andriopoulos (12 de maio de 1984 - 26 de fevereiro de 2011) foi um futebolista grego que jogou como goleiro. Andriopoulos morreu de leucemia.